# 24 uur van Daytona 1983
De 24 uur van Daytona 1983 was de 21e editie van deze endurancerace. De race werd verreden op 5 en 6 februari 1983 op de Daytona International Speedway nabij Daytona Beach, Florida.
De race werd gewonnen door de Henn's Swap Shop Racing #6 van Bob Wollek, Claude Ballot-Léna, Preston Henn en A.J. Foyt, die allemaal hun eerste Daytona-zege behaalden. De GTO-klasse werd gewonnen door de Racing Beat #7 van Pete Halsmer, Bob Reed en Rick Knoop. De GTU-klasse werd gewonnen door de Kent Racing #92 van Lee Mueller, Hugh McDonough en Terry Visger.

## Race
Winnaars in hun klasse zijn vetgedrukt.
| Pos. | Klasse | No. | Team                          | Coureurs                                                    | Chassis                 | Ronden |
| ---- | ------ | --- | ----------------------------- | ----------------------------------------------------------- | ----------------------- | ------ |
| 1    | GTP    | 6   | Henn's Swap Shop Racing       | Bob Wollek Claude Ballot-Léna Preston Henn A.J. Foyt        | Porsche 935             | 618    |
| 2    | GTP    | 88  | Motorsports Marketing         | Terry Wolters Randy Lanier Marty Hinze                      | March 83G               | 612    |
| 3    | GTO    | 7   | Racing Beat                   | Pete Halsmer Bob Reed Rick Knoop                            | Mazda RX-7              | 598    |
| 4    | GTP    | 24  | Pegasus III Racing            | M. L. Speer Ken Madren Ray Ratcliff                         | Porsche 935             | 578    |
| 5    | GTO    | 50  | Latino Racing                 | Diego Febles Kikos Fonseca Roy Valverde                     | Porsche 911 Carrera RSR | 568    |
| 6    | GTP    | 10  | Cooke Racing                  | Ralph Kent-Cooke Jim Adams John Bright                      | Lola T600               | 563    |
| 7    | GTO    | 05  | T&R Racing                    | Tico Almeida Miguel Morejon Ernesto Soto                    | Porsche 911 Carrera RSR | 561    |
| 8    | GTP    | 77  | Z&W Enterprises               | Walt Bohren Pierre Honneger David Palmer                    | Mazda GTP               | 553    |
| 9    | GTO    | 9   | Personalized Autohaus         | Wayne Baker Jim Mullen Bob Garretson                        | Porsche 934             | 551    |
| 10   | GTO    | 35  | Pegasus Racing                | Paul Gilgan Al Leon Wayne Pickering                         | Porsche 911 Carrera RSR | 547    |
| 11   | GTP    | 47  | Frank Rubino                  | Frank Rubino Pepe Romero Doc Bundy Dale Whittington         | Porsche 935             | 546    |
| 12   | GTU    | 92  | Kent Racing                   | Lee Mueller Hugh McDonough Terry Visger                     | Mazda RX-7              | 544    |
| 13   | GTO    | 58  | Brumos Racing                 | Kathy Rude Deborah Gregg Bonnie Henn                        | Porsche 924 Carrera GTR | 531    |
| 14   | GTU    | 90  | 901 Shop                      | Mike Schaefer Jack Refenning John Belperche Doug Zitza      | Porsche 911             | 525    |
| 15   | GTO    | 61  | Vista Racing                  | Brent O'Neill Don Courtney Luis Sereix                      | Chevrolet Monza         | 525    |
| DNF  | GTP    | 86  | Bayside Disposal Racing       | Hurley Haywood Bruce Leven Al Holbert                       | Porsche 935             | 515    |
| 17   | GTU    | 60  | Team Morrison                 | Steve Dietrich Chris Ivey Jim Cook                          | Mazda RX-7              | 514    |
| 18   | GTO    | 85  | Richard Lloyd                 | Richard Lloyd George Drolsom Jonathan Palmer                | Porsche 924 Carrera GTR | 500    |
| 19   | GTU    | 38  | Mandeville Auto/Tech          | Roger Mandeville Amos Johnson Danny Smith                   | Mazda RX-7              | 476    |
| 20   | GTO    | 4   | Statagraph, Inc.              | Billy Hagan Terry Labonte Lloyd Frink                       | Chevrolet Camaro        | 467    |
| 21   | GTU    | 63  | RGP 500 Racing                | Jim Downing John Maffucci Steve Potter                      | Mazda RX-7              | 466    |
| 22   | GTO    | 29  | Overby's                      | Robert Overby Chris Doyle Don Bell                          | Chevrolet Camaro        | 438    |
| 23   | GTU    | 37  | Burdsall-Welter Racing        | Tom Burdsall Peter Welter Al Bacon                          | Mazda RX-7              | 436    |
| DNF  | GTO    | 26  | Auriga Racing                 | Tom Nehl Nelson Silcox R. J. Valentine                      | Chevrolet Camaro        | 426    |
| DNF  | GTP    | 1   | JLP Racing                    | John Paul jr. Rene Rodriguez Joe Castellano                 | Porsche 935             | 412    |
| DNF  | GTO    | 13  | Gordon Oftedahl               | Duane Eitel Mike Brummer Phil Pate                          | Pontiac Firebird        | 411    |
| 27   | GTO    | 28  | Avanti                        | Herb Adams John Martin Joe Ruttman Leonard Emanuelson       | Avanti II               | 410    |
| 28   | GTO    | 40  | Bieri Racing                  | Uli Bieri Matt Gysler Duff Hubbard                          | BMW M1                  | 406    |
| 29   | GTU    | 97  | All American Racers           | Wally Dallenbach jr. Willy T. Ribbs Whitney Ganz            | Toyota Celica           | 365    |
| 30   | GTO    | 75  | Bard Boand                    | Bard Boand Richard Anderson Mike Stephens                   | Chevrolet Corvette      | 358    |
| DNF  | GTP    | 83  | Thomas T. Ciccone             | Mike Gassaway Scott Smith Joe Cogbill Joe Cogbill jr.       | Chevrolet Camaro        | 357    |
| 32   | GTU    | 52  | TFC Racing                    | Tom Cripe Dick Gauthier David Duncan Jack Swanson           | Porsche 911             | 312    |
| DNF  | GTU    | 71  | Morgan Performance Technology | Charles Morgan Bill Johnson Jim Miller                      | Datsun 280ZX            | 305    |
| DNF  | GTU    | 27  | Scuderia Rosso                | Jim Fowells Ray Mummery Tom Sheehy                          | Mazda RX-7              | 300    |
| DNF  | GTU    | 78  | Der Klaus Haus                | Klaus Bitterauf Vicki Smith Scott Flanders                  | Porsche 911             | 299    |
| DNF  | GTP    | 65  | Ron Spangler                  | Carson Baird Chip Mead Tom Pumpelly                         | Ferrari 512             | 294    |
| DNF  | GTO    | 23  | Superior Racing Team          | Raul Garcia Vince DiLella Armando Fernandez                 | Chevrolet Camaro        | 285    |
| 38   | GTO    | 01  | Marketing Corporation         | John Morton Tom Klausler Ronnie Bucknum                     | Ford Mustang            | 284    |
| DNF  | GTO    | 72  | John Josey                    | Gary Baker Sterling Marlin                                  | Chevrolet Corvette      | 284    |
| 40   | GTO    | 41  | Starved Rock Ledge            | Rusty Schmidt Scott Schmidt                                 | Chevrolet Corvette      | 263    |
| 41   | GTO    | 49  | OMR Engines                   | Hoyt Overbagh Peter Kirill David Price                      | Chevrolet Monza         | 243    |
| DNF  | GTU    | 66  | Mike Meyer Racing             | Jack Dunham Jeff Kline Jon Compton                          | Mazda RX-7              | 242    |
| DNF  | GTO    | 45  | Statagraph, Inc.              | Gene Felton Tom Williams Lloyd Frink                        | Chevrolet Camaro        | 223    |
| DNF  | GTP    | 21  | Nimrod Racing                 | Lyn St. James John Graham Drake Olson                       | Nimrod NRA/C2           | 208    |
| DNF  | GTO    | 79  | Whitehall Productions         | Tom Winters Bob Bergstrom Peter Dawe                        | Porsche 924 Carrera GTR | 193    |
| DNF  | GTO    | 55  | B de T Racing                 | Diego Montoya Terry Herman Tony Garcia                      | BMW M1                  | 172    |
| DNF  | GTO    | 14  | Oftedahl Racing               | Bob Raub Sam Moses Carl Shafer                              | Pontiac Firebird        | 165    |
| DNF  | GTU    | 16  | Paul Goral                    | Paul Goral Larry Figaro Nort Northam                        | Porsche 911             | 161    |
| DNF  | GTP    | 74  | Mark Wagoner                  | Del Russo Taylor Mike Angus Wayne Dessinger                 | Chevron GTP             | 152    |
| DNF  | GTP    | 44  | Group 44                      | Bob Tullius Bill Adam Pat Bedard                            | Jaguar XJR-5            | 130    |
| DNF  | GTU    | 98  | All American Racers           | Dennis Aase Al Unser jr. Michael Chandler                   | Toyota Celica           | 130    |
| DNF  | GTO    | 89  | Taca El Salvador              | Jamsal Eduardo Galdamez Eduardo Barrientos                  | Porsche 911 Carrera RSR | 122    |
| DNF  | GTO    | 31  | Kendco                        | Dale Kreider Dick Neland                                    | Chevrolet Camaro        | 122    |
| DNF  | GTP    | 11  | Nimrod Racing                 | A.J. Foyt Darrell Waltrip Guillermo Maldonado               | Nimrod NRA/C2           | 121    |
| DNF  | GTO    | 67  | Trans-Am Specialtes           | Elliott Forbes-Robinson Gary Witzenburg Tony Swan           | Pontiac Firebird        | 121    |
| DNF  | GTU    | 42  | Gary Wonzer                   | Bill Bean Buzz Cason Gary Wonzer                            | Porsche 911             | 118    |
| DNF  | GTU    | 99  | All American Racers           | Gene Hackman Masanori Sekiya Kaoru Hoshino                  | Toyota Celica           | 118    |
| DNF  | GTO    | 64  | John Hulen                    | John Hulen Ron Coupland Bob Speakman                        | Porsche 911 Carrera RSR | 118    |
| DNF  | GTO    | 15  | D&L Performance               | Doug Lutz Dave Panaccione Larry Connor Fern Prego           | Porsche 911 Carrera RSR | 113    |
| DNF  | GTO    | 81  | Robert Whitaker               | Robert Whitaker Bill McDill Karl Keck                       | Chevrolet Camaro        | 98     |
| DNF  | GTO    | 36  | Herman & Miller P&A           | Paul Miller Jim Busby Ron Grable                            | Porsche 924 Carrera GTR | 91     |
| 62   | GTO    | 06  | Bobby Diehl                   | Bobby Diehl Roy Newsome                                     | Mazda RX-7              | 87     |
| DNF  | GTO    | 43  | Bob Gregg Racing              | Bob Richardson Bob Young Bob Gregg                          | Chevrolet Camaro        | 85     |
| DNF  | GTO    | 04  | Paul Canary Racing            | Paul Canary Jean-Paul Libert Pascal Witmeur Roger Carmillet | Pontiac Firebird        | 85     |
| DNF  | GTU    | 32  | Richard Cline                 | Rick Cline Paul Romano Mike Powell                          | Mazda RX-7              | 82     |
| DNF  | GTO    | 84  | Motorsport Marketing          | Emory Donaldson Steve Pope Ken Murray                       | Chevrolet Camaro        | 79     |
| DNF  | GTO    | 07  | Heimrath Racing               | Ludwig Heimrath Ludwig Heimrath jr.                         | Porsche 934             | 71     |
| DNF  | GTU    | 30  | Case Racing                   | Jack Rynerson Ron Case                                      | Porsche 911             | 67     |
| DNF  | GTU    | 51  | Red Roof Inns                 | Doug Carmean Don Herman John Finger                         | Mazda RX-7              | 57     |
| DNF  | GTU    | 82  | Trinity Racing                | Joe Varde John Casey Jack Baldwin                           | Mazda RX-7              | 52     |
| DNF  | GTO    | 87  | Bob Beasley                   | Bob Beasley John Ashford Jack Lewis                         | Porsche 911 Carrera RSR | 52     |
| DNF  | GTP    | 0   | Interscope Racing             | Ted Field Bill Whittington Danny Ongais                     | Lola T600               | 47     |
| DNF  | GTP    | 5   | Bob Akin Motor Racing         | Bob Akin John O'Steen Dale Whittington                      | Porsche 935             | 43     |
| DNF  | GTP    | 03  | Angelo Pallavicini            | Angelo Pallavicini Werner Frank                             | Porsche 935             | 24     |
| DNF  | GTO    | 02  | Marketing Corp. of America    | Milt Minter Ronnie Bucknum                                  | Ford Mustang            | 24     |
| DNF  | GTP    | 6   | JLP Racing                    | John Paul sr. Phil Currin                                   | Porsche 935             | 15     |
| DNF  | GTP    | 25  | Red Lobster Racing            | Dave Cowart Kenper Miller Mauricio de Narváez               | March 82G               | 14     |
| DNF  | GTO    | 09  | Mark Gassaway                 | Tom Ciccone Vic Shinn Joe Cogbill                           | Chevrolet Camaro        | 6      |
| DNF  | GTO    | 19  | Van Every Racing              | Lance van Every Ash Tisdelle                                | Porsche 911 Carrera RSR | 0      |
| DNS  | GTP    | 00  | Interscope Racing             | Ted Field Bill Whittington Danny Ongais                     | Lola T600               | 0      |
| DNS  | GTP    | 2   | Hinze Fencing                 | Marty Hinze                                                 | Porsche 935             | 0      |
| DNS  | GTO    | 17  | Dingman Bros. Racing          | Billy Dingman Roger Bighouse John Gunn                      | Chevrolet Corvette      | 0      |
| DNS  | GTO    | 18  | Bill Nelson                   | Vincent Collins Bill Nelson Lojza Vosta                     | Pontiac Firebird        | 0      |
| DNS  | GTO    | 20  | Dale Kreider                  | Dale Kreider Dave Heinz                                     | Chevrolet Corvette      | 0      |
| DNS  | GTU    | 39  | Donald Flores                 | Donald Flores Robert Gottfried Howdy Holmes                 | Porsche 911             | 0      |
| DNS  | GTU    | 69  | Conrado Casado                | Ricardo Londoño Diego Londoño Fred Flaquer                  | Porsche 911             | 0      |
| DNS  | GTU    | 73  | G.O. Racing                   | Ken Grostic Keith Lawhorn                                   | Porsche 914             | 0      |

1962 · 1963 · 1964 · 1965 · 1966 · 1967 · 1968 · 1969 · 1970 · 1971 · 1972 · 1973 · 1974 · 1975 · 1976 · 1977 · 1978 · 1979 · 1980 · 1981 · 1982 · 1983 · 1984 · 1985 · 1986 · 1987 · 1988 · 1989 · 1990 · 1991 · 1992 · 1993 · 1994 · 1995 · 1996 · 1997 · 1998 · 1999 · 2000 · 2001 · 2002 · 2003 · 2004 · 2005 · 2006 · 2007 · 2008 · 2009 · 2010 · 2011 · 2012 · 2013 · 2014 · 2015 · 2016 · 2017 · 2018 · 2019 · 2020 · 2021 · 2022 · 2023 · 2024 · 2025